# Al-Mundhir III ibn al-Nu'man
Al-Mundhir III ibn al-Nu'man aussi connu sous le nom d’Al-Mundhir ibn Imri' al-Qays (mort en 554) est le roi des Lakhmides de 503/505 à 554.

## Biographie
Le nom de sa mère est Marie bint Awf bin Geshem. Il est le fils d'al-Nu'man II ibn al-Aswad auquel il succède soit après sa mort en 503, soit après un court interrègne de Abu Ya'fur ibn Alqama. Il est l'un des plus célèbres rois des Lakhmides, connu pour ses exploits militaires, intervenus pour certains d'entre eux avant son arrivée au pouvoir. Ainsi, en 503, il mène un raid dans les provinces romaines d'Arabie Pétrée et de Palestine Salutaris, capturant un grand nombre de prisonniers. La zone des raids d'al-Mundhir couvrir la région entre l'Euphrate à l'est, l'Égypte à l'ouest et le Nejd au sud. C'est dans cette dernière région qu'une bataille a lieu contre Ma'di Karib, le roi d'Himyar, en 516.
En 526, la guerre d'Ibérie éclate entre l'Empire byzantin et les Sassanides, dont les Lakhmides sont les alliés. Par conséquent, al-Mundhir lance un raid destructeur contre la Syrie, dans lequel deux importants généraux byzantins sont capturés, Timostratus et Jean. Justinien réagit en envoyant une ambassade conduite par Abramius (le père de Nonnosos) et Siméon de Beth Arsham, pour lui proposer la paix. Ces derniers sont rejoints par Serge de Rasafa. Cette ambassade échoue et Al-Mundhir récidive en 528, s'emparant d'un large butin. Ces raids sont aussi une réaction au soutien apporté par les Byzantins à son rival Aréthas le Kindite qui s'est brièvement emparé d'Al-Hira, la capitale du royaume des Lakhmides. En 529, il renouvelle ses attaques, s'emparant de la région frontalière. Par la suite, il se dirige vers Nisibe et Arzona, qu'il pille et ravage, avant de poursuivre vers Apamée. Toutefois, il doit renoncer à s'emparer d'Antioche, protégée par une grande armée byzantine. Il se replie sur son territoire avec un important butin et 400 religieuses qu'il fait brûler en l'honneur de la déesse Uzza, selon un témoignage cité par Zacharie le Rhéteur. Il est alors poursuivi par un autre personnage du nom d'Aréthas (Al-Harith V ibn Jabalah), bientôt reconnu roi fédéré des Arabes romains dans la région allant de Palmyre à la mer Morte. Après la signature de la paix éternelle entre Justinien et Chosroès Ier en 532, Al-Mundhir n'en continue pas moins ses raids les terres frontalières contre l'Empire byzantin, alors même que ce dernier lui verse une pension de 7 200 sous annuels dans le cadre du traité de paix.
Al-Mundhir est de nouveau au centre de la rivalité byzantino-perse à l'occasion de la guerre lazique. En effet, peu avant celle-ci, les Byzantins tentent d'arbitrer un conflit entre les Ghassanides, pro-byzantins et les Lakhmides, pro-perses, tout en offrant de l'argent à ces derniers pour qu'ils se détournent des Perses. Ceux-ci en tirent un prétexte pour reprendre les hostilités,. Lors de cette guerre, Al-Mundhir joue de nouveau le rôle de supplétif auprès de Chosroès. Il accompagne la campagne perse du printemps 542 qui assiège Sergiopolis sans résultats.
Al-Mundhir est tué en juin 554, lors de la bataille de Yawm Halima contre les Ghassanides, cette opposition se plaçant dans le cadre de la lutte pour la suprématie régionale entre les Byzantins et les Perses,. Ses trois fils lui succèdent successivement : 'Amr III ibn al-Mundhir (554-569), Qabus ibn al-Mundhir (569-573) et Al-Mundhir IV ibn al-Mundhir.